# Círculo da Baviera
O Círculo da Baviera (alemão: Bayerischer Reichskreis) era um círculo imperial do Sacro Império Romano-Germânico.
O estado mais significativo no círculo foi o Ducado da Baviera (elevado para um Eleitorado pelo imperador Fernando II em 1623) com os territórios do Alto Palatinado. Outros Estados Imperiais como o Príncipado-Arcebispado de Salzburgo Principado Episcopal de Freising, Passau e Regensburg, bem como a Cidade Imperial de Regensburg, assento da Dieta Imperial de 1663, tinha uma importância secundária.

O Círculo da Baviera no início do século XVI
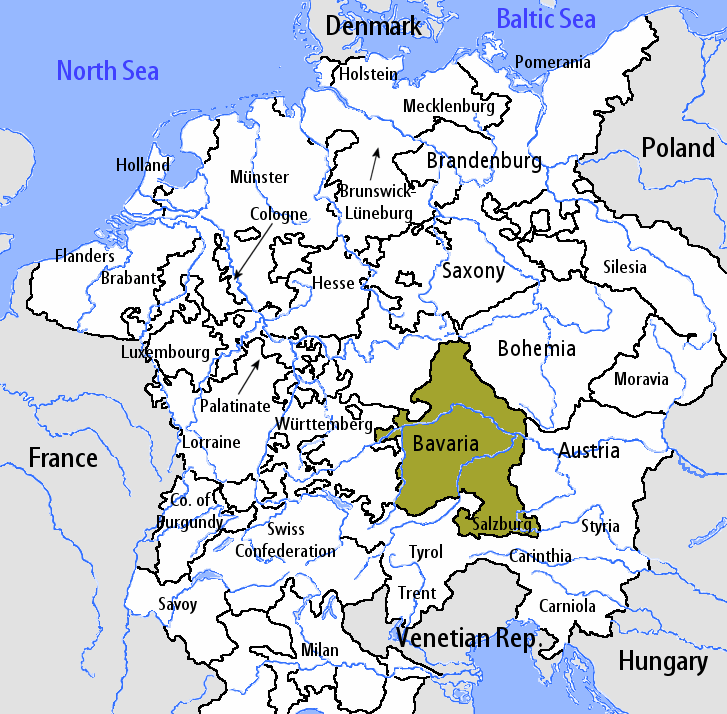
Círculo da Baviera (em verde), junto dos outros círculos

## Composição
O círculo foi composto dos seguintes estados:
| Nome                        | Tipo de entidade     | Comentário |
| --------------------------- | -------------------- | --- |
| Baviera                     | Ducado               | Estabelecido em 907, pela da Casa de Wittelsbach; a partir de 1180 Baviera-Munique e da Baviera-Landshut reuniram em 1506; anexaram o Alto Palatinado ao Palatinado Eleitoral em 1628, juntamente com a dignidade Eleitoral; herdaram o Eleitorado do Palatinado em 1777. |
| Berchtesgaden               | Príncipe-abade       | Estabelecida em 1111, Imediatidade imperial; garantida pelo imperador Frederico Barbarossa em 1156. |
| Breitenegg                  | Senhoria             | Concedido para o conde João T'Serklaes von Tilly por Maximiliano I, Eleitor da Baviera em 1624; Condado Imperial em 1654; vendido para a Baviera em 1792. |
| Ehrenfels                   | Senhoria             | Território em torno de Beratzhausen; Imediatidade imperial garantida por Frederico III de Habsburg em 1465; adquirido pelo Palatinado-Neuburg em 1567. |
| Freising                    | Principado episcopal | Estabelecido pelo São Corbiniano em 724; Principado episcopal a partir de 1294 |
| Haag                        | Condado              | Imediatidade imperial garantida pelo Frederico II de Hohenstaufen em 1245; Condado imperial a partir de 1509; Para os duques da Baviera a partir de 1567. |
| Hohenwaldeck                | Senhoria             | Antigo território de Freising; Imediatidade imperial concedida por Frederico III de Habsburgo em 1476; Condado de 1637; Para a Baviera em 1734. |
| Leuchtenberg                | Condado              | Estabelecido em cerca de 1146; Principado a partir de 1433; herdada pela Casa de Wittelsbach em 1646; Para a Baviera em 1712. |
| Niedermünster in Regensburg | Príncipado-Abadia    | Estabelecido em cerca de 788; Imediatidade imperial garantida por Henrique II em 1002. |
| Obermünster in Regensburg   | Príncipado-Abadia    | Estabelecido antes de 876; Imediatidade imperial garantida pelo imperador Luís IV de Wittelsbach em 1315. |
| Ortenburg                   | Condado              | Estabelecido em 1120; Imediatidade imperial confirmada em 1479 por Frederico III de Habsburg. |
| Palatinado-Neuburg          | Ducado               | Território de Wittelsbach estabelecido em 1505, após a Guerra de Sucessão de Landshut; herdado do Palatinado em 1685; linha extinta em 1742; herdada por Palatinado-Sulzbach.                                                                                             |
| Palatinado-Sulzbach         | Ducado               | Subdivisão do Palatinado-Neuburg após 1656; herdeiro do Palatinado-Neuburg e Palatinado Eleitoral em 1742, ambos unidos com a Baviera em 1777. |
| Passau                      | Bispado              | Estabelecido em 739 por São Bonifácio; concedidas por Otão III em 999. |
| Regensburg                  | Bispado              | Estabelecido em 739 por São Bonifácio; Imediatidade imperial a partir do século XIII. |
| Regensburg                  | Cidade Imperial      | Desde 1245. |
| Salzburg                    | Principado episcopal | Bispado estabelecido em 696 por São Ruperto; Arcebispado a partir de 798; Principado-Arcebispado a partir de 1213. |
| St Emmeram in Regensburg    | Príncipado-Abadia    | Estabelecido em 739; sob os bispos de Regensburg até 975; Reichsfreiheit garantida por Adolfo I de Nassau em 1295. |
| Störnstein                  | Senhoria             | Feudo da Coroa da Boêmia, erguido para ser o município e concedido para a Casa de Lobkowicz por Fernando I de Habsburgo em 1562; ganhou a Imediatidade imperial em 1641.                                                                                                  |
| Sulzbürg-Pyrbaum            | Senhoria             | Na posse da Casa de Wolfstein; Imediatidade imperial confirmada em 1353; Condado de 1673; passou para a Baviera em 1740. |